# Phyllogomphoides lieftincki
Phyllogomphoides lieftincki – gatunek ważki z rodziny gadziogłówkowatych (Gomphidae). Występuje na terenie Ameryki Południowej.